# 386 Siegena
386 Siegena este un asteroid din centura principală, descoperit pe 1 martie 1894, de Max Wolf.